# Miami Vice Theme
Miami Vice Theme – instrumentalny utwór skomponowany przez Jana Hammera, będący głównym motywem muzycznym serialu telewizyjnego z lat 80. – Miami Vice. Po raz pierwszy został zaprezentowany podczas emisji telewizyjnej we wrześniu 1984. W 1985 został wydany jako singel, docierając do pierwszego miejsca na liście Billboard Hot 100. W Wielkiej Brytanii uplasował się na 5. pozycji. W 1985 zdobył 2 nagrody Grammy w kategorii Best Instrumental Composition i Best Pop Instrumental Performance. Razem z innym popularnym utworem autorstwa Glenna Freya – You Belong to the City, zapewnił ścieżce dźwiękowej z serialu pierwsze miejsce na amerykańskich listach przebojów (przez 11 tygodni na przełomie 1985 i 1986). Tym samym spowodował, że muzyka z Miami Vice stała się jedną z najbardziej nagradzanych w historii. Palmę pierwszeństwa odebrał jej dopiero album ze ścieżką dźwiękową z High School Musical, wydany w 2006.
Utwór został wykorzystany także podczas kilku pierwszych konkursów rzutów za 3 punkty w trakcie NBA All-Star Weekend, w tym w pierwszym konkursie w 1986, podczas którego Larry Bird poszedł do szatni pozostałych zawodników, żeby im oznajmić, że mogą tylko walczyć o drugie miejsce. Stosowano go również jako główny motyw muzyczny podczas audycji radiowej The G. Gordon Liddy Show, nadawanej w latach 1992–1997 przez Radio Free D. C. Spiker anonsował wówczas: „From Washington D. C., Radio Free D.C., with G. Gordon Liddy”.

## Wersje

### 7”: MCA / MCAP1000 (UK)
1. „Miami Vice Theme” (2:26)
2. „Miami Vice Theme [TV Version]” (1:00)
3. „Miami Vice Theme [12” Edit]” (4:30)

### 12”: MCA / MCAT1000 (UK)
1. „Miami Vice Theme [Extended Remix]” (6:54)
2. „Miami Vice Theme [TV Version]” (1:00)
3. „Miami Vice Theme [12” Edit]” (4:30)

- remix i wersja 12” autorstwa Louila Silasa